# Dolní Město
Dolní Město település Csehországban, a Havlíčkův Brod-i járásban. Dolní Město Kouty, Trpišovice, Světlá nad Sázavou, Horní Paseka, Lipnice nad Sázavou, Řečice és Kaliště településekkel határos. Lakosainak száma 944 fő (2024. január 1.).

## Népesség
A település lakosságának változását az alábbi diagram mutatja:
| Lakosok száma | 1647 | 1524 | 1700 | 1260 | 1022 | 856  | 890  | 906  | 925  | 944  |
|               | 1869 | 1890 | 1921 | 1950 | 1980 | 2001 | 2017 | 2019 | 2022 | 2024 |